# Campylaspis rupta
Campylaspis rupta är en kräftdjursart som beskrevs av Hale 1945. Campylaspis rupta ingår i släktet Campylaspis och familjen Nannastacidae. Inga underarter finns listade i Catalogue of Life.